# Campaña de Guayana
La Campaña de Guayana de 1816-1817, fue la segunda campaña llevada a cabo por los patriotas venezolanos en la Guerra de independencia de Venezuela en la región de Guayana luego de la campaña de 1811-1812 que había terminado en desastre. La campaña fue un gran éxito para los republicanos, quienes lograron luego de varias batallas expulsar todos los realistas de la región, con lo cual quedaron en poder de una región rica en recursos naturales y facilidades de comunicación que sirvió de base para lanzar campañas a otras regiones del país.

## Campaña
Anteriormente a la ofensiva republicana en Venezuela únicamente operaban guerrillas independentistas pobremente armadas y organizadas además de muy dispersas, cada uno al mando de su caudillo local. Tras esta se consiguió la unificación de los rebeldes bajo un único mando, creándose el Estado Mayor General de los Ejércitos y el nombramiento de Angostura como capital. 
Las primeras operaciones se iniciaron con el desembarco de tropas para apoyar las guerrillas locales a finales de 1816, logrando grandes éxitos hasta que en enero de 1817 un poderoso ejército de 5.000 realistas fue enviado desde Caracas para acabar con el foco de insurrectos. Estas pasaron por Nueva Barcelona donde hicieron retroceder a la Guayana a una tropa patriota que había ocupado dicha ciudad. Sin embargo, a pesar de su superioridad armamentística inicial los realistas fueron finalmente vencidos y el 17 de julio de 1817 cae la capital provincial de Angostura y son forzados a retirarse a Angostura la Vieja hasta el 3 de agosto cuando las tropas realistas se retiran definitivamente de la provincia.

## Consecuencias
La campaña de Guayana fue uno de los hechos más trascendentales de la lucha de independencia de Hispanoamérica. El control del rico territorio guayanés, dio a los republicanos gran cantidad de ganado, piedras preciosas y otros recursos naturales además de contar con una salida al Mar Caribe por donde traficar dichos productos y comprar armamento, a su vez estaban comunicados con el Apure donde el líder independentista José Antonio Páez controlaba a los llaneros.
Además, el control del Orinoco sirvió como una excelente línea defensiva a los patriotas y como vía de comunicación y transporte. El eje Guayana-Apure fue el factor que rompió con el estancamiento en que se hallaban los republicanos desde 1814, obligados a pelear a la defensiva. Bolívar pasaría de Guayana a los Llanos para entrevistarse con Páez, luego de lo cual emprendería las campañas de Apure, el Centro y Nueva Granada.